# Минден Сити (Мичиген)
Минден Сити (енгл. Minden City) град је у америчкој савезној држави Мичиген.

## Демографија
По попису из 2010. године број становника је 197, што је 45 (-18,6%) становника мање него 2000. године.
| Група             | 2000.       | 2010.       |
| Белци             | 237 (97,9%) | 188 (95,4%) |
| Афроамериканци    | 0 (0,0%)    | 0 (0,0%)    |
| Азијати           | 0 (0,0%)    | 1 (0,5%)    |
| Хиспаноамериканци | 3 (1,2%)    | 3 (1,5%)    |
| Укупно            | 242         | 197         |